# Морумбі (округ Сан-Паулу)
Морумбі (порт. Morumbi) — округ в західній частині міста Сан-Паулу, адміністративно належить до субпрефектури Бутантан. За популярною версією народної етимології, його назва походить від суміші португальських слів і слів тупі morro obi — «блакитний пагорб», проте коректність цього невідома.
Протягом багатьох років район вважається найкращим для життя, найбагатішим і найбільш розвиненим, незважаючи навіть на існування фавели Параїсополіс (Paraisópolis).
В межах округу розташований приватний Ізраелітський госпіталь Альберта Ейнштейна, Палац Бандейрантів (місце розташування уряду штату Сан-Паулу), американська школа Ескола-Градуада, частина коледжу віконта ді Порту-Сегуру і Стадіон Морумбі (найбільший приватний футбольний стадіон у світі, де виступає футбольний клуб Сан-Паулу). На півдні біля району, але вже за його межами, знаходиться великий торговий центр Shopping Morumbi.
| Бразилія | Це незавершена стаття з географії Бразилії. Ви можете допомогти проєкту, виправивши або дописавши її. |